# Kunapipi

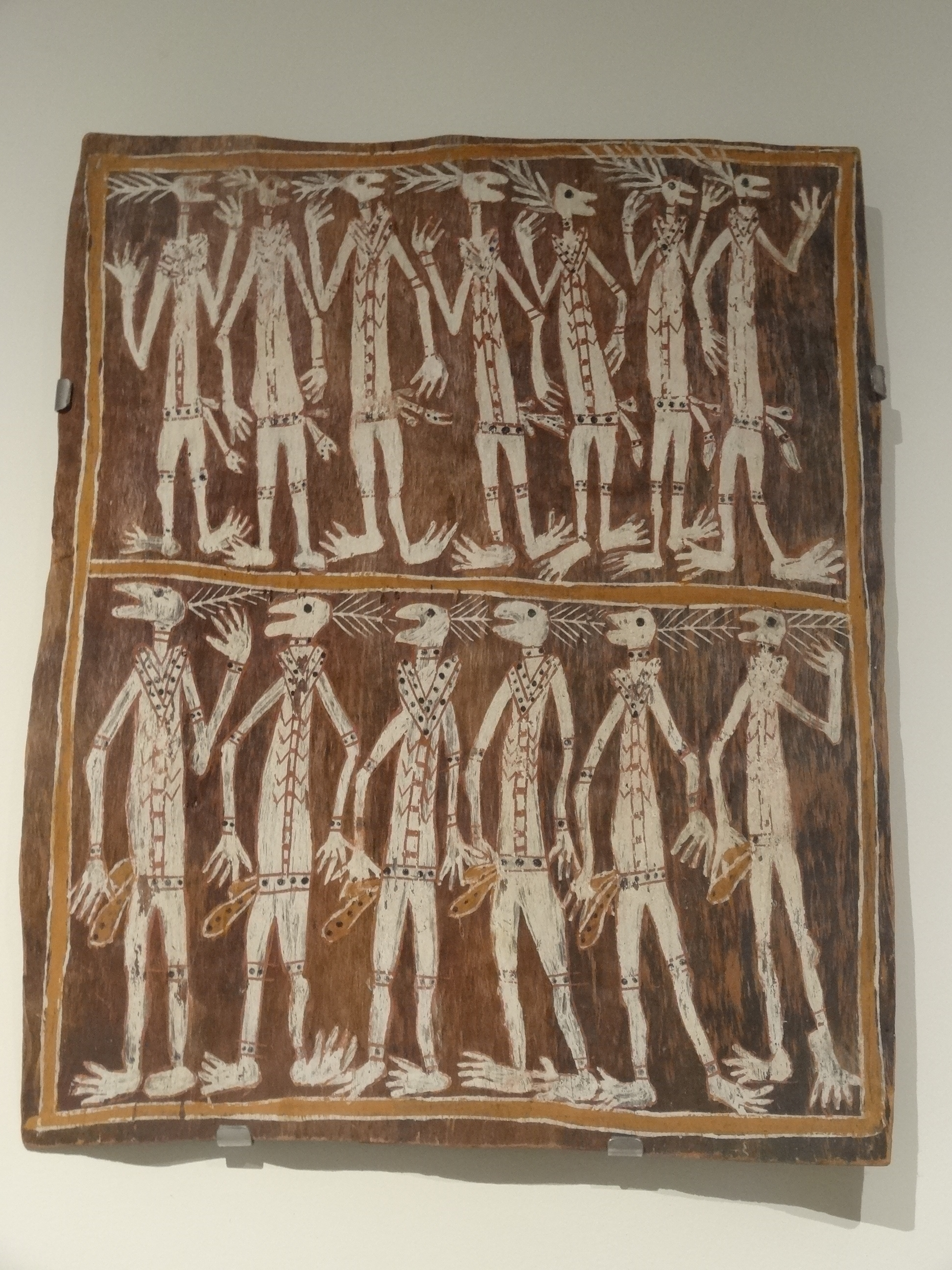
Danse de fertilité Kunapipi. Museu de Cultures del Món, Barcelone.

Dans la mythologie aborigène, Kunapipi est la déesse mère et la sainte patronne de nombreux héros. Elle donna naissance aux êtres humains ainsi qu'à la plupart des animaux et des plantes[réf. à confirmer].